# San Antonio la Isla
San Antonio la Isla là một đô thị thuộc bang México, México. Năm 2005, dân số của đô thị này là 11313 người.